# Guelfo I de Altdorf
Guelfo I de Altdorf ou mais comumente Guelfo I (ca. 778 — 3 de setembro de 825) é suposto ser o membro mais antigo da dinastia dos Guelfo e foi coroado conde no ano de 819. Foi pai de Conrado I de Auxerre (nascido cerca de 800 - 22 de março entre 862 e 866). Foi casado com Heilwig, filha do Duque de Widukind na Saxônia. 
A data exata do seus nascimento não é totalmente conhecida, segundo algumas fontes, nasceu em 776, outros em 778.
A sua ascensão começou com os casamentos que arranjou para suas duas filhas, Judite da Baviera e Emma da Baviera, com membros da dinastia dos Carolíngios. A mais velha casou-se com Luís I, o Piedoso e a mais nova com Luís, o Germânico.

## Relações familiares
As suas origens familiares estão envoltas em polêmica, visto que lhe são atribuídas 3 possíveis origens familiares. De acordo com as lendas da família, uma das possíveis raízes familiares levam á tribo Edekono com origem em Átila, cerca do anos 450, senhor dos Hunos.
De acordo com uma versão de Meco teve origens no Conde Rotardo (Rothard ou Ruthard) e. De acordo com outra versão de seu pai era o governante de Altdorf, Isembardo da Turgóvia (c. 744 - 806), casado com Hermengarda com origem na Dinastia carolíngia.
Foi casado com Heduvige da Baviera, de quem teve: 
1. Conrado I de Auxerre[4] (nascido cerca de 800 - 22 de março entre 862 e 866)
2. Rudolfo (? - 866), conde de Ponthieu e de Sens, foi abade laico da Abadia de Jumièges e da Abadia de São Riquier.
3. Judite da Baviera (805-843), casada com o rei Luís I, o Piedoso.
4. Emma da Baviera (808 - 31 de janeiro de 827), casada com Luís o Germânico.